# Scandalous (album)
Scandalous è un album del gruppo musicale britannico Imagination, pubblicato dall'etichetta discografica R&B con distribuzione PRT nel 1983. Negli Stati Uniti e in Canada è uscito sotto il titolo New Dimension.
L'album è prodotto da Steve Jolley e Tony Swain, che hanno anche partecipato alla stesura dei brani insieme a due componenti del gruppo, Leee John e Ashley Ingram.
Dal disco vengono tratti i singoli Looking at Midnight, New Dimension e State of Love.

## Tracce

### Lato A
1. New Dimension
2. State of Love
3. Point of No Return
4. When I See the Fire

### Lato B
1. Shoo Be Doo Da Dabba Doobee
2. Wrong in Love
3. Looking at Midnight
4. The Need to Be Free